# Sylvain Dufresne
Sylvain Dufresne (* 24. Juli 1978 in Waterloo, Québec) ist ein ehemaliger kanadischer Eishockeyspieler, der im Verlauf seiner aktiven Karriere zwischen 1995 und 2022 hauptsächlich in den nordamerikanischen Minor Leagues auf der Position des Verteidigers gespielt hat.

## Karriere
Dufresne begann seine Karriere in der Ligue de hockey junior majeur du Québec (LHJMQ) im Team der Saguenéens de Chicoutimi, für die er bis 1997 spielte. Anschließend wechselte der Rechtsschütze zum Ligarivalen Faucons de Sherbrooke und wurde dort sowohl 1997 als auch ein Jahr später punktbester Verteidiger seiner Mannschaft. Im Sommer 1999 unterschrieb Dufresne einen Vertrag bei den Baton Rouge Kingfish aus der East Coast Hockey League (ECHL), die er nach zwei Spielzeiten wieder verließ, um bei den Flint Generals aus der United Hockey League (UHL) anzuheuern. Während dieser Zeit kam er ebenfalls in der American Hockey League (AHL) für die Hamilton Bulldogs zum Einsatz und absolvierte dort sieben Spiele.
Nach weiteren Spielen für die Toledo Storm aus der ECHL wechselte der Kanadier wieder zurück in die AHL, wo er zwei Jahre bei den Rochester Americans und eine Saison den Springfield Falcons auf das Eis ging. Im Jahr 2007 erfolgte zunächst der Wechsel in die Central Hockey League (CHL) zu den Odessa Jackalopes, die Dufresne nach 22 Spielen wieder verließ und in die dänische AL-Bank Ligaen zu den Herning Blue Fox ging. Mit der Mannschaft wurde er im Frühjahr 2008 Dänischer Meister. In der Saison 2009/10 stand Dufresne im Kader der Eispiraten Crimmitschau aus der 2. Eishockey-Bundesliga, die er nach der Spielzeit wieder verließ und zur SG Pontebba aus der italienischen Serie A1 wechselte. Auch in Italien blieb der Kanadier eine Saison, bevor er im April 2011 einen Kontrakt bei den Brûleurs de Loups de Grenoble in der Ligue Magnus unterzeichnete. Dort verblieb er zwei Jahre.
Es folgte ein kurzes Engagement beim kasachischen Klub HK Ertis Pawlodar, ehe Dufresne im Winter 2013 in seine kanadische Heimat zurückkehrte. Dort spielte er bis zum Sommer 2022 in der semi-professionellen  Ligue Nord-Américaine de Hockey (LNAH) – zunächst sechs Jahre für die Assurancia de Thetford sowie ein Jahr für die Cool FM 103,5 de Saint-Georges. Nach einer einjährigen Pause lief er ab der Saison 2021/22 wieder für Thetford auf, mit denen er in den Jahren 2015 und 2022 jeweils die Meisterschaft in Form der Coupe Canam gewann.

## Erfolge und Auszeichnungen
- 2008 Dänischer Meister mit den Herning Blue Fox
- 2015 Coupe-Canam-Gewinn mit den Isothermic de Thetford Mines
- 2022 Coupe-Canam-Gewinn mit den Assurancia de Thetford

## Karrierestatistik
(Legende zur Spielerstatistik: Sp oder GP = absolvierte Spiele; T oder G = erzielte Tore; V oder A = erzielte Assists; Pkt oder Pts = erzielte Scorerpunkte; SM oder PIM = erhaltene Strafminuten; +/− = Plus/Minus-Bilanz; PP = erzielte Überzahltore; SH = erzielte Unterzahltore; GW = erzielte Siegtore; 1 Play-downs/Relegation; Kursiv: Statistik nicht vollständig)